# Вятська республіка
Увага:  Не вказане значення "common_name"

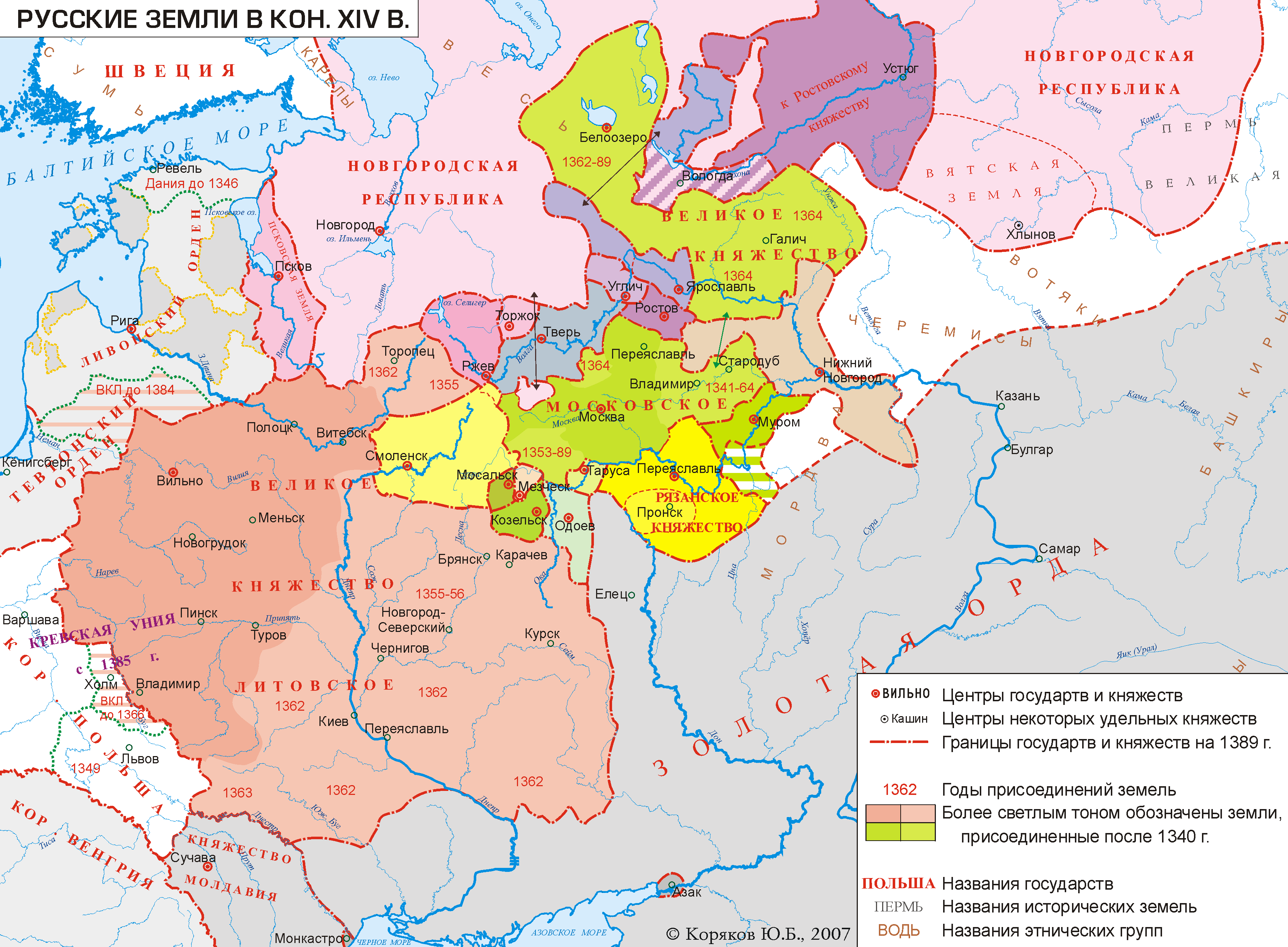
Руські землі в 1389 році

Вятська вічова республіка — форма політичного правління Вятської землі в Середньовіччі.

## Історія
У першій половині I тисячоліття нашої ери в басейні річки Вятки формуються фіно-угорські племена удмуртів (у східній частині) і марійців (у західній частині), на північ від басейну — племена комі.
Наприкінці XII — початку XIII століть починається заселення Вятської землі першими слов'янськими переселенцями, ними на берегах Вятки засновані перші руські міста Нікуліцин, Котельнич, Хлинов. З початком монголо-татарського ярма наплив переселенців різко збільшується. До другої половини XIV століття місто Хлинов стає центром Вятської землі.
У 1378 році за договором між в'ятською знаттю і Нижньогородсько-Суздальським великим князівством князем Дмитром Костянтиновичем Вятська земля стає його вотчиною. Після смерті князя в 1383 році в ході міжусобної війни Нижньогородське князівство відійшло його братові Борису Костянтиновичу, а Суздальське князівство і Вятська земля — дітям Семену Дмитровичу і Василю Кірдяпі. У війні з племінником, московським князем Василем I брати зазнали поразки, але зберегли за собою Вятську землю. В 1401 році помирає Семен Дмитрович, в 1403 — Василь Кірдяпа. Після їх смерті Василь I приєднує Вятську землю до Великого Московського князівства.
Після смерті Василя I в 1425 році в ході протистояння між Галицьким і Московським князівствами Вятка бере участь на стороні галицьких князів. Після поразки галицької сторони в 1452 році влада у Вятці переходить до місцевих бояр і купців. У 1455–1457 роках у місті будується дерев'яний кремль.
У 1457 році московський князь Василь II намагається взяти місто, але зазнає поразки. У 1459 році він здійснює другий похід проти Вятки, і після тривалої облоги місто здається. Вятська земля приєднана до Великого Московського князівства із збереженням місцевого самоврядування.
у 1485 році влада в місті переходить до прихильників незалежності на чолі з Іоанном Аникієвим. Після двох походів 1487-го і 1489-го років місто беруть війська Івана III, змовників страчують, а вятська знать переселяється до Підмосков'я. Вятська земля остаточно включена до складу Великого князівства Московського.

### Вічовий устрій
Унаслідок віддаленості від Великого Володимирського та Московського князівства і наявності кордону з Новгородською республікою Вятська земля не потребувала союзів із сильними князівствами і визнавала лише заступництво князів, залишаючись самокерованою територією. Як головний орган управління діяло народне віче.
Найбільш впливовою групою феодального класу були бояри, за ними йшли купці і духовенство. Решта в'ятчан становили собою вільне общинне населення і складалися з селян і ремісників.
Унікальний республіканський устрій середньовічної В'ятки майже невивчений істориками.